# Cláudia Diniz
Cláudia Diniz nascida no Rio de Janeiro, é uma locutora, cantora, atriz, figurinista e cenógrafa brasileira. 

## Biografia
Ingressou na profissão de locutora através da Rádio Transamérica. Após isto passou pela Rádio Cidade, JB FM, Globo FM, e na TV, Cláudia atuou Na Globo, em programas como Mano a Mano, Vídeo Show, Doris Para Maiores, TV Pirata, Armação Ilimitada, Multishow, e atualmente faz chamadas da Globosat e também como locutora na Rádio Batuta do Instituto Moreira Salles. E como locutora publicitária fez uma série de produtos, como Loreal, Coca Cola, Jornal O Globo, além de locução para chamadas de filmes. Como atriz atuou em Juba & Lula, no filme Mulheres Sexo Verdades Mentiras de Euclydes Marinho atuou como Maria do Carmo.